# THE PINBALLS
THE PINBALLS（日语：ザ·ピンボールズ），2006年組成，成員都來自於日本埼玉縣的4人組搖滾樂團。簡稱PINS。

## 成員
古川貴之（日语：古川 貴之／フルカワ タカユキ）主唱、吉他
6月8日出生
使用的吉他種類名稱有FENDER USA、TELECASTER BLK。
HONDA「。」　
在廣告影片「自由の翼（日语：自由の翼）」中，古川他是以個人的名義負責樂曲的（作詞、作曲、編曲、主唱）提供。
中屋智裕（日语：中屋 智裕／ナカヤ トモヒロ）吉他
1月8日出生
THE PINBALLS領隊。
使用的吉他種類名稱是FENDER USA Jaguar 63 FRONT PU的SEYMOUR DUNCAN交換而成的SJAG-2n。
森下拓貴（日语：森下 拓貴／モリシタ ヒロタカ）貝斯
11月19日出生
使用的樂器分別有FENDER USA的爵士貝斯和Precision Bass。而且這二種貝斯的顏色都是古典白色。
曾在yeah yeah yeah演唱會中，擔任部分歌曲的主唱。
石原天（日语：石原 天／イシハラ タカシ）鼓手
6月23日出生
常在歌曲PV中配戴有鑲3顆珍珠的飾品現身。

## 概要、來歷
- 2006年7月結成。「THE PINBALLS」這個名稱則是取自這2首歌曲「死神的太陽眼鏡」（日本樂團THE BLANKEY JET CITY的歌曲）和「Pinball Wizard」（英國樂團The Who的歌曲）的歌詞[7]。
- 2008年，於艾夢庚扎音樂祭（日语：エマージェンザ・ミュージック・フェスティバル）日本組的決賽中進出[8]。
- 2009年，於決賽中勝出所演唱的歌曲首次在艾夢庚扎音樂祭大會合輯CD「Emergenza France 2008」的日本樂團組中收錄。
- 2010年11月，首次於TOWER RECORDS舉辦的試鏡徵選活動Knockin'on TOWER's Door中獲得第1名[9]。
- 2011年2月，其團隊的照片被印製成TOWER RECORDS NO MUSIC NO LIFE宣傳海報張貼在JR澀谷站[10]。
- 2011年3月，首張專輯「天線」由TOWER RECORDS旗下新成立的Knock up！[11]發行，從此正式亮相。
- 2011年8月，首張迷你專輯「ten bear(s)」首次在日本全國進行販售。
- 2012年4月，發表以時間旅行為題材的概念專輯「100 years on spaceship」，由Knock up！進行販售。同時邀請佐久間正英（日语：佐久間正英）擔任THE PINBALLS歌曲的製作人[12]。並在完成混音的錄製之後，佐久間同時他自己的Twitter上向貝斯手森下表達感謝[13]。
- 2013年11月，移籍加盟日本古倫美亞成為「No Big Deal Records」的旗下樂手[14]，並發表移籍之後的首張迷你專輯「ONE EYED WILLY」。
- 2014年1月，於東京、名古屋、大阪（以下以「東名阪」簡稱）這3地作為之後辦個人演唱會據點，舉辦首場個人演唱會“THE ADVENTURE OF ONE EYED WILLY ONE-MAN TOUR”。
- 2014年9月，出道後首張同團名的完整專輯「THE PINBALLS」發行。同時又在包括東名阪開始持續舉辦另一場個人演唱會活動“DONKEY KNOWS WHAT IS LOVE TOUR”。
- 2014年12月31日，受樂團a flood of circle（日语：a flood of circle）主唱佐佐木亮介的邀請下參加AFOC x Shelter presents“ROCK'N'ROLL NEW SCHOOL <'14-'15 Count Down Party!!!>”[15]。
- 2015年4月，歌曲「劇場支配人」被動畫《NINJA SLAYER from ANIMATION》選為片尾主題曲使用[16]。
- 2017年12月6日，出道後首張迷你專輯「NUMBER SEVEN」經由日本古倫美亞發行[17]。還有，同專輯收錄的歌曲「蝙蝠聖」被東京電視台音樂節目《JAPAN COUNTDOWN（日语：JAPAN COUNTDOWN）》選為12月份片尾主題曲使用；同時另一首收錄歌曲「痛苦的藍調（日语：蛇の目のブルース）」被選為2018年1月在WOWOW、TOKYO MX首播的電視動畫《伊藤潤二驚選集》片頭主題曲[18][19]使用。
- 2018年4月25日，出道後首張單曲「Primal Three」發行[20]。另外初回盤有收錄「NUMBER SEVEN tour@澀谷CLUB QUATTRO」的LIVE演唱會影像。
- 2018年11月14日，出道後首張專輯「時之肋骨」發行[21]。另外初回盤有收錄有「Document of Leap with Lightnings tour」。

## 音樂性
THE PINBALLS的成員古川和中屋表示其音樂風格是受小時候憧憬的樂團THEE MICHELLE GUN ELEPHANT與BLANKEY JET CITY影響最深，並以英國英倫入侵時期代表樂團The Who、The Rolling Stones的歌曲作風作為將來樂曲製作上的根基。還有，THE PINBALLS的歌曲大多內容簡短，除了歌曲「樫木島夜唄」之外，其歌曲時間長度在2分鐘～4分鐘半以內。

## 音樂作品

### 單曲

#### 地下時期
|     | 發行日期       | 單曲名稱  | 規格編號  | 收錄歌曲                        | 備註                                           |
| --- | -------------- | --------- | --------- | ------------------------------- | ---------------------------------------------- |
| 1st | 2010年10月27日 | 天線 （） | KOTD-0007 | (baby Ｉ'm sorry) what you want | TOWER RECORDS的百圓（日圓） 限量單曲（售罄）   |
| 2nd | 2011年3月2日   | 天線 （） | KUP-001   | 夜                              | TOWER RECORDS的五百圓（日圓） 限量單曲（售罄） |

#### 出道後
|     | 發行日期      | 單曲名稱     | 規格編號                                    | 收錄歌曲                       | 備註                 |
| --- | ------------- | ------------ | ------------------------------------------- | ------------------------------ | -------------------- |
| 1st | 2018年4月25日 | Primal Three | COCA-17447（通常盤） COZA-1430/31（初回盤） | Lightning strikes Voo Doo 花森 | Oricon最高排名第40名 |

### 迷你專輯
地下時期
出道後

## 音樂錄影帶
| 導演        | 曲名                                                                  |
| WAKAME      | 「tenbear（页面存档备份，存于）」                                     |
| WAKAME      | 「https://www.youtube.com/watch?v=hZIsITxfYJM（页面存档备份，存于）」 |
| 杉本視      | 「https://www.youtube.com/watch?v=4qjaz_nH6BM（页面存档备份，存于）」 |
| 杉本視      | 「https://www.youtube.com/watch?v=uo9F1tKJLvo（页面存档备份，存于）」 |
| 杉本視      | 「https://www.youtube.com/watch?v=apOpJR9m8vI（页面存档备份，存于）」 |
| Kota Yamaji | 「https://www.youtube.com/watch?v=KO-bMWYb_3c（页面存档备份，存于）」 |
| Kota Yamaji | 「https://www.youtube.com/watch?v=YtHc8jM6p5I（页面存档备份，存于）」 |
| 青木亮二    | 「https://www.youtube.com/watch?v=cbq1Mn6CiNc（页面存档备份，存于）」 |
| 青木亮二    | 「「PLANET GO ROUND」Trailar（页面存档备份，存于）」                  |
|             | 「https://www.youtube.com/watch?v=7o7LCTaMlHg（页面存档备份，存于）」 |
|             | 「「NUMBER SEVEN」Trailar（页面存档备份，存于）」                     |
|             | 「https://www.youtube.com/watch?v=dA-wP9lrYzg（页面存档备份，存于）」 |
|             | 「Lightning strikes（页面存档备份，存于）」                           |
|             | 「「Primal Three」Trailer（页面存档备份，存于）」                     |
|             | 「Voo Doo（页面存档备份，存于）」                                     |
|             | 「https://www.youtube.com/watch?v=08h001_ma0E（页面存档备份，存于）」 |
|             | 「https://www.youtube.com/watch?v=ZFF6EwcG4Zc（页面存档备份，存于）」 |
|             | 「CRACK（页面存档备份，存于）」                                       |

## 主要現場活動

### 樂團演唱會
- 2011.09.10　TREASURE05X 2011　蒲郡拉古納海灘（大塚沙灘綠地）特設舞台
- 2011.10.14　FM802主辦　『MINAMI WHEEL 2011』
- 2011.10.01　MUSIC CITY TENJIN 2011 LIVE CIRCUIT
- 2012.05.27　大同大學 第47回 宴祭『Fire Cracker ～MAX OUT 突破界限～』
- 2012.08.11　TREASURE05X　名古屋E.L.L
- 2012.08.19　SUMMER SONIC 2012　大阪公演「FLOWER STAGE」
- 2012.10.13　FM802主辦　『MINAMI WHEEL 2012』
- 2013.10.24　FM802主辦　『MINAMI WHEEL 2013』
- 2012.10.28　近畿醫療福祉大學 播彩祭
- 2014.04.05　ETERNAL ROCK CITY
- 2014.06.08　SAKAE SP-RING 2014
- 2014.08.16　TREASURE05X 2014　名古屋E.L.L
- 2014.10.13　FM802主辦　『MINAMI WHEEL 2014』 ※因颱風而中止
- 2014.12.16　東放學園音響專門學校　『LOVE！LIFE！LIVE！ ～X' mas special～』　EX THEATER ROPPONGI
- 2014.12.31　AFOC x Shelter presents"ROCK'N'ROLL NEW SCHOOL <'14－'15 Count Down Party!!!>
- 2015.06.07　SAKAE SP-RING 2015
- 2015.10.11　FM802主辦　『MINAMI WHEEL 2015』
- 2016.03.20　MbS×I ▽ RADIO 786「SANUKI ROCK COLOSSEUM」
- 2016.06.05　SAKAE SP-RING 2016
- 2016.10.09　FM802主辦　『MINAMI WHEEL 2016』
- 2017.06.04　SAKAE SP-RING 2017
- 2017.10.09　FM802主辦　『MINAMI WHEEL 2017』

## 外部連結
- THE PINBALLS官方網站 （日語）
- THE PINBALLS的Facebook專頁 （日語）
- THE PINBALLS的X（前Twitter） （日語）
  - 古川貴之的X（前Twitter） （日語）
  - 中屋智裕的X（前Twitter） （日語）
  - 森下拓貴的X（前Twitter） （日語）
  - 石原天的X（前Twitter） （日語）